# Pelle Nilsson (producent)
Pelle Nilsson, född 1973 i Lund, är en svensk filmproducent. Han är även en av grundarna av produktionsbolaget B-Reel Films och reklambyrån B-Reel.
Efter att ha inlett sin karriär på ZTV i början av 1990-talet, började Pelle Nilsson 1998 att producera musikvideor och reklamfilm på TV-produktionsbolaget Spader Knekt, där han mötte kollegorna Fredrik Heinig och Johannes Åhlund. Tillsammans med Anders Wahlquist och Petter Westlund startade de 1999 produktionsbolaget B-Reel.
Pelle Nilsson bor idag, i Stockholm, efter flera år i London och Los Angeles.  

## Verk som producent
- 2012 – The Beauty Inside (TV-serie)
- 2018 – Zlatan – för Sverige i tiden
- 2019 – Midsommar
- 2020 – Det vackra spelet
- 2020 – Greta
- 2021 – Agatha Christies Hjerson (TV-serie)
- 2022 – Historjá – Stygn för Sápmi

## Priser och utmärkelser
Pelle Nilsson har som producent vunnit priser som Emmy, Cannes Lions Grand Prix, Guldbagge, Kristallen, Webby Awards och SXSW award.